# 2014 SG350
2014 SG350 est un objet transneptunien de la famille des objets épars, encore mal connu, ayant un diamètre estimé à environ 192 km.